# Campeonato Mundial de Esquí Nórdico de 1997

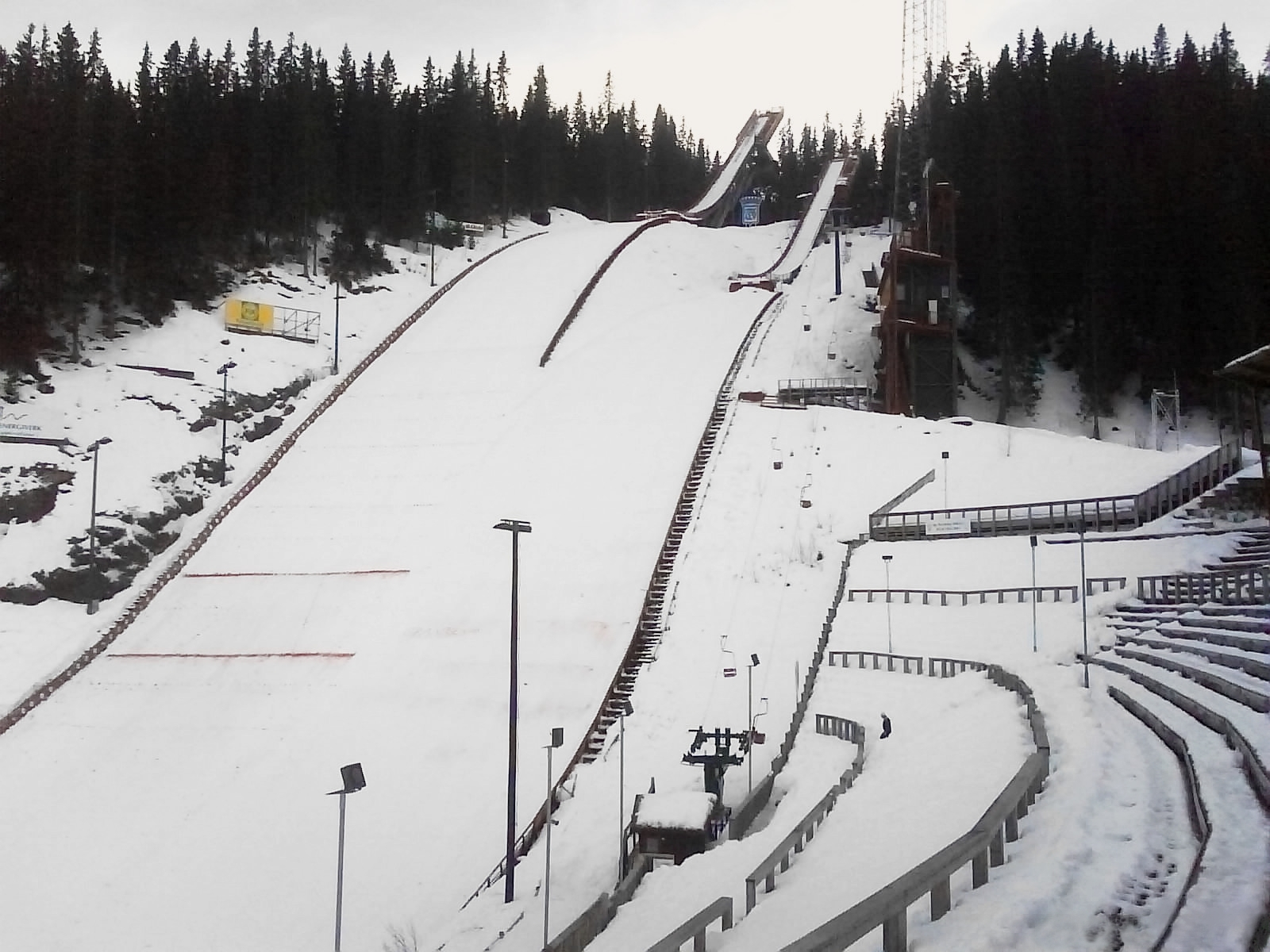
Granåsen Ski Jump Arena en Trondheim, Noruega

El XLII Campeonato Mundial de Esquí Nórdico se celebró en Trondheim (Noruega) entre el 21 de febrero y el 2 de marzo de 1997 bajo la organización de la Federación Internacional de Esquí (FIS) y la Federación Noruega de Esquí.

## Esquí de fondo

### Masculino
| Evento                                | Oro                                                                                   | Plata                                                                                   | Bronce                                                                                         |
| ------------------------------------- | ------------------------------------------------------------------------------------- | --------------------------------------------------------------------------------------- | ---------------------------------------------------------------------------------------------- |
| 10 km EC (24.02)                      | Bjørn Dæhlie · Noruega · 23:41,8                                                      | Alexei Prokurorov · Rusia · 24:09,7                                                     | Mika Myllylä · Finlandia · 24:14,2                                                             |
| 12,5 km + 12,5 km persecución (25.02) | Bjørn Dæhlie · Noruega · 1:00:11,1                                                    | Mika Myllylä · Finlandia · 1:01:01,2                                                    | Alexei Prokurorov · Rusia · 1:01:01,8                                                          |
| 30 km EL (21.02)                      | Alexei Prokurorov · Rusia · 1:06:28,2                                                 | Bjørn Dæhlie · Noruega · 1:06:45,6                                                      | Thomas Alsgaard · Noruega · 1:06:49,2                                                          |
| 50 km EC (02:03)                      | Mika Myllylä · Finlandia · 2:16:37,5                                                  | Erling Jevne · Noruega · 2:17:32,4                                                      | Bjørn Dæhlie · Noruega · 2:18:36,0                                                             |
| Relevo 4 × 10 km (28.02)              | Noruega · Sture Sivertsen · Erling Jevne · Bjørn Dæhlie · Thomas Alsgaard · 1:37:06,1 | Finlandia · Harri Kirvesniemi · Mika Myllylä · Jari Räsänen · Jari Isometsä · 1:39:17,3 | Italia · Giorgio Di Centa · Silvio Fauner · Pietro Piller Cottrer · Fulvio Valbusa · 1:39:56,9 |

### Femenino
| Evento                              | Oro                                                                               | Plata                                                                                          | Bronce                                                                                   |
| ----------------------------------- | --------------------------------------------------------------------------------- | ---------------------------------------------------------------------------------------------- | ---------------------------------------------------------------------------------------- |
| 5 km EC (23.02)                     | Yelena Välbe · Rusia · 13:32,7                                                    | Stefania Belmondo · Italia · 13:35,0                                                           | Olga Danilova · Rusia · 13:37,7                                                          |
| 7,5 km + 7,5 km persecución (24.02) | Yelena Välbe · Rusia · 39:13,5                                                    | Stefania Belmondo · Italia · 39:13,5                                                           | Nina Gavryliuk · Rusia · 39:32,1                                                         |
| 15 km EL (21.02)                    | Yelena Välbe · Rusia · 36:28,2                                                    | Stefania Belmondo · Italia · 36:39,1                                                           | Kateřina Neumannová · República Checa · 36:42,0                                          |
| 30 km EC (01.03)                    | Yelena Välbe · Rusia · 1:23:04,9                                                  | Stefania Belmondo · Italia · 1:23:33,2                                                         | Marit Mikkelsplass · Noruega · 1:24:55,7                                                 |
| Relevo 4 × 5 km (28.02)             | Rusia · Olga Danilova · Larisa Lazutina · Nina Gavryliuk · Yelena Välbe · 56:40,2 | Noruega · Bente Martinsen · Marit Mikkelsplass · Elin Nilsen · Trude Dybendahl-Hartz · 56:56,2 | Finlandia · Riikka Sirviö · Tuulikki Pyykkönen · Kati Pulkkinen · Satu Salonen · 57:38,0 |

## Salto en esquí
| Evento                              | Oro                                                                                  | Plata                                                                    | Bronce                                                                               |
| ----------------------------------- | ------------------------------------------------------------------------------------ | ------------------------------------------------------------------------ | ------------------------------------------------------------------------------------ |
| Trampolín normal individual (22.02) | Janne Ahonen · Finlandia · 263,5 pts.                                                | Masahiko Harada Japón 258,5 pts.                                         | Andreas Goldberger · Austria · 257,0 pts.                                            |
| Trampolín grande individual (01.03) | Masahiko Harada Japón 252,1                                                          | Dieter Thoma · Alemania · 244,9                                          | Sylvain Freiholz · Suiza · 237,3                                                     |
| Trampolín grande por equipo (27.02) | Finlandia · Ari-Pekka Nikkola · Jani Soininen · Mika Laitinen · Janne Ahonen · 955,3 | Japón Kazuyoshi Funaki Takanobu Okabe Masahiko Harada Hiroya Saito 905,0 | Alemania · Christof Duffner · Martin Schmitt · Hansjörg Jäkle · Dieter Thoma · 845,6 |

## Combinada nórdica
| Evento                           | Oro                                                                                            | Plata                                                                                | Bronce                                                                                   |
| -------------------------------- | ---------------------------------------------------------------------------------------------- | ------------------------------------------------------------------------------------ | ---------------------------------------------------------------------------------------- |
| TN + 15 km individual (22.02)    | Kenji Ogiwara Japón                                                                            | Bjarte Engen Vik · Noruega ·                                                         | Fabrice Guy Francia                                                                      |
| TN + 4 × 5 km por equipo (23.02) | Noruega · Halldor Skard · Bjarte Engen Vik · Knut Tore Apeland · Fred Børre Lundberg · 52:18,0 | Finlandia · Jari Mantila · Tapio Nurmela · Samppa Lajunen · Hannu Manninen · 53:03,6 | Austria · Christoph Eugen · Felix Gottwald · Mario Stecher · Robert Stadelmann · 53:30,9 |

## Medallero
| Núm. | País            | Oro | Plata | Bronce | Total |
| ---- | --------------- | --- | ----- | ------ | ----- |
| 1    | Rusia           | 6   | 2     | 2      | 10    |
| 2    | Noruega         | 4   | 4     | 3      | 11    |
| 3    | Finlandia       | 3   | 2     | 3      | 8     |
| 4    | Japón           | 2   | 2     | 0      | 4     |
| 5    | Italia          | 0   | 4     | 1      | 5     |
| 6    | Alemania        | 0   | 1     | 1      | 2     |
| 7    | Austria         | 0   | 0     | 2      | 2     |
| 8    | Francia         | 0   | 0     | 1      | 1     |
| 8    | República Checa | 0   | 0     | 1      | 1     |
| 8    | Suiza           | 0   | 0     | 1      | 1     |
|      | TOTAL           | 15  | 15    | 15     | 45    |